# Hans Schmidt (musicien)
Pour les articles homonymes, voir Hans Schmidt.
Hans Schmidt, né le 6 septembre 1854 à Fellin en Livonie (Empire russe) et mort le 29 août 1923 à Riga (Lettonie), est un musicien allemand de la Baltique, compositeur, pianiste et poète.

## Biographie
Schmidt prend ses premières leçons de musique auprès d'Adolph Mumme qui enseigne à l'institut Schmidt, fondé par le père de Hans Schmidt à Neu-Tennasilm, près de Fellin. Raimund von Zur Mühlen, le célèbre interprète de lied plus tard avec lequel Hans Schmidt a été très étroitement lié tout au long de sa vie, est également allé à cette école. De 1875 à 1878, il étudie au conservatoire de Leipzig auprès d'Ernst Ferdinand Wenzel, Karl Piutti, Hermann Kretzschmar, Carl Reinecke et Salomon Jadassohn. Il accompagne au piano les débuts de Raimund von Zur Mühlen à Riga en 1878 et continue à la faire pendant quelque temps en Allemagne et dans les provinces baltes.
Son chemin le ramène par Berlin, où il travaille comme répétiteur du violoniste Joseph Joachim vers 1878-1879, Münster, Vienne (collaboration intensive avec Johannes Brahms) et Francfort (rencontres et amitiés avec Julius Stockhausen et Clara Schumann) et à son pays d'origine. Il travaille comme organiste à Arensburg et comme professeur de musique et à partir de 1885 s'installe à Riga, comme professeur de piano au conservatoire de Riga, et comme critique musical pour les journaux Rigaische Zeitung et Petersburger Zeitung. Il est resté très demandé en tant que pianiste accompagnateur lors de concerts d'artistes bien connus à Riga. En tant que critique musical et professeur, il a également eu une grande influence sur les jeunes musiciens des provinces baltes.
Son travail de composition consiste en grande partie de chants et lieder (sur le modèle de Schumann et Brahms). Il se dédie aussi à la poésie et traduit en allemand de la littérature lettone, russe et norvégienne. Avec Rūdolfs Blaumanis, il adapte des textes lettons du recueil de compositions de Jāzeps Vītols Deux cents airs folkloriques lettons avec accompagnement au piano, publié en 1906 par Paul Neldner Verlag, à Riga.
Monika Hunnius, chanteuse et femme de lettres, le rencontre en 1883 ou 1884 lorsqu'il l'accompagne à un concert à Arensburg. Elle devient son élève, ce qui a conduit à une amitié qui a duré jusqu'à la fin de sa vie. Il meurt à Riga, ayant survécu à la Première Guerre mondiale, la révolution russe et la guerre entre factions lettonnes, et les affrontements entre troupes puis Freikorps allemandes contre les communistes jusqu'au début des années 1920, l'expulsion des propriétaires terriens germano-baltes, et l'écroulement de son monde.
Johannes Brahms a mis en musique quatre de ses poèmes :
- op. 84 n° 1 – Sommerabend (« Geh schlafen, Tochter »), 1881
- op. 84 n° 2 – Der Kranz (« Mutter, hilf mir armen Tochter »), 1881
- op. 84 n° 3 – In den Beeren (« Singe, Mädchen, hell und klar »), 1881
- op. 94 n° 4 – Sapphische Ode (« Rosen brach ich Nachts mir »), 1883-1884

## Quelques compositions
- op. 1 – Acht Kinderlieder, Offenbach: André 1878
- op. 2 – Sechs Lieder, Offenbach: André 1879
- op. 3 – Aus jungen Tagen. Eine Reihe kleiner Charakterstücke für Klavier (pour piano), Offenbach: André 1882